# ハンスイェルク・シェレンベルガー
ハンスイェルク・シェレンベルガー（Hansjörg Schellenberger, 1948年2月13日 - ）は、ドイツのオーボエ奏者、指揮者。

## 人物・来歴
1948年、ミュンヘンに生まれ、6歳からブロックフレーテ（リコーダー）、13歳からオーボエを始める。1967年にミュンヘン国立音楽大学に入学し、マンフレート・クレメントに師事した。その後、ダルムシュタット夏季現代音楽講習会でハインツ・ホリガーのクラスに参加し、現代音楽の演奏技法についても研鑽を積む。なお、ミュンヘン工科大学で数学の学位も取得している。
1971年、ケルン放送交響楽団のオーディションに合格し、副首席奏者になる。1972年、ミュンヘン国際音楽コンクールで2位に入賞。1975年、ケルン放送交響楽団の首席奏者に内部昇格。このころ、ケルン放送響を指揮したヘルベルト・フォン・カラヤンの目に留まり、1977年にベルリン・フィルハーモニー管弦楽団の代理奏者として演奏に加わる。1980年、正式にベルリン・フィルの首席オーボエ奏者に就任、2000/2001年のシーズン終了までこのポストを務める。
カルロ・マリア・ジュリーニ、ジェームズ・レヴァインら著名な指揮者とモーツァルトやリヒャルト・シュトラウスのオーボエ協奏曲を共演し、ジュリーニとのもの（協奏交響曲）はソニー・レコード、レヴァインとのもの（モーツァルトのオーボエ協奏曲ハ長調K.314、ベッリーニ、R.シュトラウスのオーボエ協奏曲）はドイツ・グラモフォンからCDも発売されている。
ベルリン・フィル退団後は、自らレコード会社「カンパネラ・ムジカ」を興し、多くのレコーディングを行なっている。
後進の指導にも熱心で、1980年から1991年までベルリン芸術大学とカラヤン・アカデミーの講師を務め、現在ベルリン・フィルで第2奏者を務めているアンドレアス・ヴィットマンを育てる。
また、イタリアのフィレンツェ近郊にあるフィエソレの音楽学校のマスタークラスで1986年より教えているほか、同じくイタリアのシエナにあるキジアーナ音楽院でも1989年より、またスペインのマドリードにあるソフィア王妃音楽院でも教鞭をとっている。
2021年から2023年までベルリン交響楽団の首席指揮者を務める。

## 日本との関わり

### 公演歴
1974年にヘルムート・ヴィンシャーマンが主宰するドイツ・バッハ・ゾリステンの来日公演に参加、東京都の世田谷区民会館で録音されたバッハの「フーガの技法」の演奏に2番オーボエ奏者として参加する。ちなみにこの時1番を吹いていたのは、シェレンベルガーの後任のケルン放送交響楽団首席奏者となる宮本文昭である。ベルリン・フィル入団後はメンバーとして毎回のように来日公演に参加する。1989年2月4日にはNHK交響楽団第1073回定期公演に客演。ホルスト・シュタインの指揮でリヒャルト・シュトラウスのオーボエ協奏曲を演奏した。また2005年日本国際博覧会「愛・地球博」の開会式のために特別編成されたEXPOスーパーワールドオーケストラにメンバーとして参加した。N響のほか、神奈川フィルハーモニー管弦楽団、関西フィルハーモニー管弦楽団、仙台フィルハーモニー管弦楽団など、日本各地のオーケストラにソロイストとして客演している。

### 教育者として
1985年にはシェレンベルガーの音色とオーボエの持つ可能性に惚れこんだソニー社長（当時）の大賀典雄の呼びかけで「国際オーボエコンクール・東京」が開催された。現在は「国際オーボエコンクール」として、開催地を変更しながらも3年に1度開催されている。シェレンベルガーは1985年の第1回より審査委員を務めており、1993年に創立時の審査委員長で大賀と親交の深かった鈴木清三が病気引退した後には、一貫して審査委員長を務めている。このコンクールの過去の入賞者には読売日本交響楽団首席オーボエ奏者の辻功やベルリン・ドイツ・オペラ管弦楽団首席奏者の渡辺克也、元シカゴ交響楽団首席奏者のアレックス・クライン、パリ管弦楽団首席奏者のアレクサンドル・ガテなどがおり、毎回のように優れた人材を発掘して世界各国のオーケストラに送り出している。2008年には草津国際音楽アカデミー&フェスティバルにも出演しマスタークラスを開講した。

### 指揮者として
2002年2月28日にザ・シンフォニーホールで開かれた関西フィルハーモニー管弦楽団第149回定期演奏会に指揮者として登場、ハイドンの交響曲第49番『受難』、『十字架上のキリストの最後の7つの言葉』を指揮し、ウェーバーの「オーボエと木管アンサンブルのための協奏曲」を吹き振りした。
2003年11月2日に東京オペラシティコンサートホール・タケミツメモリアルで開かれた東京フィルハーモニー交響楽団の特別演奏会に指揮者として登場。モーリス・ブルグの独奏でリヒャルト・シュトラウスのオーボエ協奏曲と『メタモルフォーゼン』（変容）、ブラームスの交響曲第2番を指揮。2003年11月24日に同じ東京オペラシティで開かれた「全日本大学オーケストラ大会」最終回では、日本中の大学から集まった学生による混成オケを指揮し、モーツァルトのオーボエ協奏曲の「吹き振り」とストラヴィンスキーのバレエ組曲『火の鳥』（1919年版）を指揮。
2006年10月26日にはザ・シンフォニーホールで開かれた関西フィルハーモニー管弦楽団第188回定期演奏会に客演し、ハイドンのオーボエ協奏曲を吹き振りし、レスピーギのバレエ組曲『シバの女王ベルキス』、ショスタコーヴィチの交響曲第1番を指揮した。
2008年2月20日・21日にはサントリーホールで開かれるNHK交響楽団第1615回定期公演に登場し、モーツァルトのセレナード第10番『グラン・パルティータ』を、1番オーボエを吹きながら指揮し、同じくモーツァルトのオペラ『イドメネオ』のバレエ音楽と交響曲第40番を指揮した。
2013年4月より岡山フィルハーモニック管弦楽団の首席指揮者、2022年からは名誉指揮者を務める。